# Oxyopes lautus
Oxyopes lautus là một loài nhện trong họ Oxyopidae.
Loài này thuộc chi Oxyopes. Oxyopes lautus được Ludwig Carl Christian Koch miêu tả năm 1878.